# Benjamin Bounkoulou
Benjamin Bounkoulou (Kinkengué, 25 de septiembre de 1942-París, 23 de agosto de 2023) fue un político y diplomático congoleño, que se desempeñó como Ministro de Relaciones Exteriores de la República del Congo entre 1992 y 1995, durante el Gobierno de Pascal Lissouba.
Fue el presidente del Partido Unión por la República, que fundó en 1995. Se desempeñó como Segundo Vicepresidente del Consejo Nacional de Transición, entre 1998 y 2002, y Vicepresidente Primero del Senado entre 2002 y 2011. Después de perder la reelección al Senado en 2011, fue elegido a la Asamblea Nacional en 2012 y se desempeñó como Presidente de la Comisión de Asuntos Exteriores de la Cámara Baja.

## Carrera diplomática
Nació en la población de Kinkengué, al sur de la República del Congo, en septiembre de 1942. Entre 1962 y 1965 trabajó en el Ministerio de Relaciones Exteriores; allí, se desempeñó como Director de Asuntos Políticos.
Después, fungió como Asesor Diplomático del Presidente Marien Ngouabi entre 1975 y 1976. Luego, este lo nombró Embajador en Angola, ocupando el puesto entre 1976 y 1979, para después ser Embajador en Argelia, Libia, Mauritania, Egipto y Túnez de 1978 a 1983. De allí pasó a ser Embajador en Etiopía y concurrentemente ante la Organización para la Unidad Africana de 1983 a 1987. El 19 de noviembre de 1987, fue designado Embajador en Estados Unidos, en reemplazo de Stanislas Batchi, presentando sus credenciales el 21 de diciembre de 1987. Fue reemplazado por Roger Issombo en mayo de 1990.

## Carrera política
En 1990, regresó a la República del Congo y se convirtió en director general de la Compañía de Transporte Marítimo del Congo (Socotram), permaneciendo en el cargo por dos años. Pascal Lissouba ganó las elecciones presidenciales de agosto de 1992, y, tras asumir el cargo, nombró a Bounkoulou en su gabinete como Ministro de Relaciones Exteriores, Cooperación e Hidrocarburos en septiembre de 1992. Dejó el cargo en 1995.
En 1995 lideró la fundación del Partido Unión por la República (UR), convirtiéndose en su primer presidente, puesto que sigue ocupando actualmente. La UR fue establecida por parlamentarios provenientes del Departamento de Bouenza, que abandonaron el gobernante Unión Panafricana para la Democracia Social (UPADS) y otro partido más pequeño en enero de 1995, quejándose del favoritismo del Gobierno hacia la gente del Departamento de Niari, el Departamento de Lékoumou y otro parte del Departamento de Bouenza.
En el breve gobierno del Primer Ministro Bernard Kolélas, establecido en septiembre de 1997 en pleno apogeo de la Guerra Civil, fue nombrado Ministro de Privatizaciones, a cargo de la Inspection générale d'Etat (Inspección General del Estado). Ese gobierno solo duró un mes: los rebeldes leales a Denis Sassou-Nguesso capturaron Brazzaville y Pointe-Noire el 14 – 15 de octubre de 1997, expulsando así a Lissouba y Kolelas.
Posteriormente, fue incluido dentro de los 75 miembros del Consejo Nacional de Transición (CNT), que sirvió como legislatura provisional entre 1998 y 2002, ocupando la Vicepresidencia Segunda del CNT. Como candidato del UR, fue elegido Senador por el Departamento de Bouenza en las elecciones al Senado de 2002, al final del período de transición. Luego, fue elegido Primer Vicepresidenyte del Senado el 10 de agosto de 2002. Más adelante fue asignado al Grupo Parlamentario de Amistad República del Congo-Egipto el 13 de diciembre de 2004.
En las elecciones al Senado de octubre de 2005, se reeligió al Senado para un nuevo mandato como candidato de la UR en la región de Bouenza, habiendo recibido los votos de 64 electores y empató en el total más alto de cualquiera de los candidatos en Bouenza.
En una Asamblea General Extraordinario de la UR, celebrada en Nkayi el 18 de diciembre de 2006, logró ser reelegido por unanimidad como presidente de la colectividad. También fue reelegido como Primer Vicepresidente del Senado el 12 de agosto de 2008. Encabezó la misión de observación electoral de la Unión Africana para las elecciones parlamentarias de septiembre de 2008 en Angola; según Bounkoulou, la votación fue "transparente, libre y ... en línea con los estándares de la Unión Africana", por lo que pidió que se respetaran los resultados.
Poco antes de las elecciones presidenciales de julio de 2009, como portavoz del Senado, Bounkoulou subrayó la importancia de celebrar elecciones pacíficas, e instó a la gente a comportarse de manera responsable y cívica para que las elecciones fueran un ejemplo para África y el mundo. Seguidamente, encabezó la misión de observación electoral de la Unión Africana para las elecciones tunecinas de octubre de 2009, expresando su aprobación por el desarrollo de las elecciones, y señalando que los electores no fueron presionados para votar por el presidente Zine El Abidine Ben Ali.
Aunque trató de reelegirse en las elecciones al Senado de octubre de 2011, Bounkoulou no logró ganar un escaño. Su derrota se consideró "la única sorpresa real" en los resultados, en los que el Partido Laborista Congoleño (PCT) de Sassou Nguesso y otros partidos progubernamentales conservaron una abrumadora mayoría en el Senado.
Menos de un año después de perder su escaño en el Senado, Bounkoulou buscó la elección a la Asamblea Nacional y se presentó como candidato de la UR en el distrito electoral de Boko-Songho, ubicado en la región de Bouenza, en las elecciones parlamentarias de julio-agosto de 2012. En la primera vuelta quedó segundo con el 28,45% de los votos, ligeramente por detrás de Joseph Dadhié Yedikissa de la opositora UPADS, que obtuvo el 30,13%. Sin embargo, Bounkoulou ganó el escaño en una segunda ronda de votación contra Yedikissa, recibiendo el 55,10% de los votos; describió el resultado como "una victoria completa, sin trampas", aunque Yedikissa posteriormente alegó fraude. Bounkoulou fue el único candidato de la UR que obtuvo un escaño en la Asamblea Nacional; el partido había ocupado dos escaños en la legislatura anterior.  El 19 de septiembre de 2012, Bounkoulou fue designado presidente de la Comisión de Asuntos Exteriores y Cooperación de la Asamblea Nacional.